# Pamela Reed
Pour les articles homonymes, voir Reed.
Ne doit pas être confondu avec Pam Reed.
Pamela Reed, est une actrice et productrice américaine, née le 2 avril 1949 à Tacoma, dans l'État de Washington.

## Biographie
Pamela Reed est née à Tacoma, dans l'État de Washington. Elle est diplômée de l'Université de Washington. 

### Vie privée
Pamela Reed est mariée au réalisateur Sandy Smolan depuis 1988. Depuis 2004, elle réside à Hancock Park, Los Angeles, en Californie, avec son mari et ses deux enfants, Reed et Lily.

## Filmographie

### Cinéma
- 1980 : Le Gang des frères James : Belle Starr
- 1980 : Melvin and Howard : Bonnie Dummar
- 1981 : L'Œil du témoin : Linda Mercer
- 1982 : Docteurs in love : Nurse Norine Sprockett
- 1983 : L'Étoffe des héros : Trudy Cooper
- 1984 : The Goodbye People (en) : Nancie Scot
- 1986 : Le Clan de la caverne des ours : Iza
- 1986 : La Dernière Passe (The Best of Times) : Gigi Hightower
- 1987 : Rachel River : Mary Graving
- 1989 : Chattahoochee : Earlene
- 1990 : Cadillac Man : Tina
- 1990 : The Civil War : Various
- 1990 : Un flic à la maternelle : Phoebe
- 1992 : Bob Roberts : Carol Cruise
- 1992 : Un faire-part à part : Terry Scanlan Pinter
- 1994 : Junior : Angela
- 1997 : Bean : Alison Langley
- 1997 : Santa Fe : Nancy Vigil
- 1998 : Why Do Fools Fall in Love : Judge Lambrey
- 1999 : Standing on Fishes : Janice
- 2000 : L'Échange : Janis Goodman
- 2005 : Secrets entre amis (en) (Life of the Party) de Barra Grant (en) : Evelyn
- 2014 : The Roosevelts: An Intimate History
- 2016 : Savannah Sunrise : Loraine
- 2016 : The Architect : Colin's Mother
- 2017 : Outside In (en) : Aunt Bette
- 2018 : The Long Dumb Road (en)
- 2023 : Death Business (The Burial) de Maggie Betts : Annette O'Keefe
- Prochainement : Asleep at the Wheel

### Courts-métrages
- 1990 : The Making of 'Kindergarten Cop'
- 2016 : Tell Your Children: Threadbare

### Télévision

#### Séries télévisées
- 1976 : Pilotes : Susan
- 1977 : The Andros Targets (en) : Sandi Farrell
- 1981 : American Playhouse : College Girl
- 1983 : The Mississippi : Paige
- 1988 : La Loi de Los Angeles : Norma Heisler
- 1988 : Hemingway : Mary Welsh
- 1988 : Tanner '88 : T.J. Cavanaugh
- 1990 : Grand (en) : Janice Pasetti
- 1992-2003 : Les Simpson : Ruth Powers
- 1993 : Album de famille (en) (Family Album) : Denise Lerner
- 1994 : Profession : critique : Jay's No.1 Fan
- 1995-1996 : The Home Court (en) : Judge Sydney J. Solomon
- 1996 : The West : Elle-même
- 1999 : The Directors : Elle-même
- 2003 : Amy : Sarah
- 2004 : JAG : Major General Willsey
- 2004 : Tanner on Tanner (en) : T.J. Cavanaugh
- 2006 : Pepper Dennis : Lynn Dinkle
- 2006 : Storyline Online : Elle-même
- 2006-2008 : Jericho : Gail Green
- 2008 : Eli Stone : Mrs. Stone
- 2009 : The Beast : Assistant Director Ida Paulson
- 2009-2011 : United States of Tara : Bev / Beverly Craine / Beverly
- 2009-2012 : Parks and Recreation : Marlene Knope
- 2010 : Grey's Anatomy : Mrs. Banks
- 2010 : Proposition 8 Trial Re-Enactment : Dr. M. V. Lee Badgett
- 2011-2012 : Les Experts : Donna Hoppe
- 2012 : Perception : Mrs. Penderhalt
- 2014 : Esprits criminels : Mary Bidwell
- 2015-: NCIS : Los Angeles : Roberta Deeks / Mrs. Deeks

#### Téléfilms
- 1978 : All's Well That Ends Well : Helena
- 1981 : Inmates: A Love Story : Sunny
- 1983 : Condamnation sans appel : Edie Bannister
- 1983 : Heart of Steel : Valerie
- 1985 : Scandale à la une : Helen Grant
- 1990 : Caroline? : Grace Carmichael
- 1990 : Un flic à la maternelle : inspectrice Phoebe O'Hara
- 1992 : Prisonnière de son passé : Dee Johnson
- 1993 : Pauvre Emily : Elizabeth Mehren
- 1995 : Buford's Got a Gun : Laurie
- 1995 : La Mort dans l'âme : Carol Acton
- 1996 : Dilemmes : Arlene
- 1996 : The Man Next Door : Wanda Gilmore
- 1998 : Les Détonateurs : Holly Parker
- 2001 : The Kennedys : Pamela Kennedy
- 2003 : Le Prix d'une vie (Book of Days) : Grady
- 2005 : Dynasty: The Making of a Guilty Pleasure : Esther Shapiro
- 2005 : Jane Doe : Miss Détective (épisode Pas vu, pas pris) : Fran Henkel

## Voix françaises
- Marie-Martine[2] dans :
  - Amy
  - Grey's Anatomy
  - Jericho
  - Eli Stone
  - The Beast
  - United States of Tara
  - Parks and Recreation
- Béatrice Delfe[2] dans : 
  - Le Gang des frères James
  - Cadillac Man
  - Perception
- Francine Lainé (*1945 - 2014) dans :
  - L'Étoffe des héros
  - Junior
- Élisabeth Wiener dans L'Œil du témoin
- Marie Vincent[2] dans Un flic à la maternelle
- Martine Meirhaeghe (*1949 - 2016) dans Les Simpson
- Pascale Jacquemont[2] dans The Man Next Door
- Dominique Lelong[2] dans NCIS : Los Angeles
- Marie-Christine Robert[2] dans Outside In (en)